# Shaghab
Shaghab, död 933, var mor till Abbasidkalifatets åttonde kalif, al-Muqtadir (regerande 908–932), och fungerade omvittnat som hans erkända de facto medregent under hans regeringstid. 
Shaghab var ursprungligen från Bysantinska riket och hade placerats som slavkonkubin (Saqaliba) i kalifen Al-Mu'tadids harem. 
Vid hennes styvson Al-Muktafis död 908 lyckades hon säkra stödet från den religiösa och militära eliten för att placera sin son på tronen trots att han då var tretton år gammal och omyndig. Hon blev hans medregent under hela hans regeringstid och upprättade en parallell byråkrati av manliga sekreterare och kvinnliga ämbetshavare för att delta i regeringsaffärerna. 
Hon förklarade att rättvisan, umma, gynnades av att utövas av en kvinna och lät utnämna sin hovdam Thumal till mazalins chef eller justitieminister, ett steg som hon genomtvingade trots stor opposition och som i historien har omtalats som ett bevis på al-Muqtadirs dekadans, men som under hennes regeringstid visade sig bli vällyckat. Hon bedrev också stor och offentlig välgörenhet, vilket till skillnad från hennes politiska aktivitet gav henne ett gott namn i traditionell arabisk historieskrivning.